# سكوت حنصور (فلم)
سكوت حنصور هو فيلم مصري تم إنتاجه عام 2001 وهو بطولة كل من الفنانة لطيفة والفنان مصطفى شعبان والفنانة ماجدة الخطيب والفنان أحمد بدير وأيضا الفنانون أحمد وفيق وروبي. الفيلم إخراج يوسف شاهين وإنتاج أفلام مصر العالمية للإنتاج والتوزيع.
تم تكريم المخرج يوسف شاهين في المهرجان الدولي للفيلم بمراكش بمناسبة عرض شريطه الأخير سكوت حنصور خلال الحفل، حيث كان مرفوقا ببطلة الشريط المطربة التونسية لطيفة.

## روابط خارجية
- سكوت حنصور على موقع IMDb (الإنجليزية)
- سكوت حنصور على موقع قاعدة بيانات الأفلام العربية
- سكوت حنصور على موقع ألو سيني (الفرنسية)
- سكوت حنصور على موقع Turner Classic Movies (الإنجليزية)
- سكوت حنصور على موقع أول موفي (الإنجليزية)
- سكوت حنصور على موقع فيلمافينيتي (الإسبانية)
- سكوت حنصور على موقع قاعدة بيانات الفيلم (الإنجليزية)
- سكوت حنصور على موقع ليتربوكسد (الإنجليزية)
- سكوت حنصور على موقع كينوبويسك (الروسية)